# Claudio Santamaria
Pour les articles homonymes, voir Santamaria (homonymie).
Claudio Santamaria est un acteur italien, né à Rome le 22 juillet 1974.

## Enfance et formation
Claudio Santamaria est né et a grandi dans le quartier du Prati de Rome et a fréquenté le Liceo artistico (en)[réf. nécessaire].

## Carrière
Il débute au théâtre dans La nostra città, mise en scène par Stefano Molinari, puis en 1997 dans L'Anello di Erode.
Il débute au cinéma en 1997 dans L'ultimo capodanno, un film de Marco Risi, puis se fait remarquer, en 2000, dans le film Juste un baiser, de Gabriele Muccino.
En 2015 il joue le rôle du super-héros Enzo "Jeeg" Ceccotti dans le film On l'appelle Jeeg Robot de Gabriele Mainetti.
En 2020 il remporte la première version italienne de Celebrity Hunted.

## Vie privée
Il est le père d'une fille, Emma, née en 2007 de sa compagne la créatrice Delfina Delettrez Fendi.

## Filmographie

### Cinéma
- 1997 : L'ultimo capodanno de Marco Risi : Cristiano Carucci
- 1997 : Fuochi d'artificio de Leonardo Pieraccioni : Er Banana
- 1997 : Dead Train (Aringhe sottotreno) (court métrage) de Davide Marengo
- 1998 : Shanduraï (Besieged) de Bernardo Bertolucci : Agostino
- 1998 : Ecco fatto de Gabriele Muccino : Piterone
- 1999 : The Building (court métrage) de Nicola Barnaba : Gianni
- 2000 : Tierra del fuego de Miguel Littín : Spiro
- 2000 : Almost Blue d'Alex Infascelli : Simone Martini
- 2000 : Juste un baiser (L'ultimo bacio) de Gabriele Muccino : Paolo
- 2001 : La Chambre du fils (La stanza del figlio) de Nanni Moretti : le vendeur du magasin de plongée
- 2001 : Amarsi può darsi de Alberto Taraglio : Davide
- 2002 : Paz! de Renato De Maria : Pentothal
- 2002 : La vita come viene de Stefano Incerti : Marco
- 2002 : Appuntamento al buio (court métrage) d'Herbert Simone Paragnani : le voleur
- 2003 : Passato prossimo de Maria Sole Tognazzi : Andrea
- 2003 : Il posto dell'anima de Riccardo Milani : Mario
- 2004 : The Card Player (Il Cartaio) de Dario Argento : Carlo Sturni
- 2004 : Agata e la tempesta de Silvio Soldini : Nico
- 2005 : Ma quando arrivano le ragazze? de Pupi Avati : Nick Cialfi
- 2005 : Romanzo criminale de Michele Placido : le dandy
- 2005 : Melissa P., 15 ans (Melissa P.) de Luca Guadagnino : le gardien du musée
- 2006 : Apnea de Roberto Dordit : Paolo
- 2006 : Casino Royale de Martin Campbell : Carlos
- 2006 : Il quarto sesso (court métrage) de Marco Costa et Marcello Mercalli : Jesus
- 2007 : Fine pena mai : Paradiso perduto de Davide Barletti et Lorenzo Conte : Antonio Perrone
- 2008 : La Terre des hommes rouges (La terra degli uomini rossi) de Marco Bechis : Roberto
- 2008 : 15 Seconds (court métrage) de Gianluca Petrazzi
- 2008 : Aspettando il sole d'Ago Panini : Toni
- 2009 : Il caso dell'infedele Klara de Roberto Faenza : Luca
- 2010 : encore un baiser (Baciami ancora) de Gabriele Muccino : Paolo
- 2010 : 600 kilos d'or pur d'Éric Besnard : Enzo
- 2011 : Terraferma d'Emanuele Crialese : le financier
- 2011 : Gli sfiorati de Matteo Rovere : Bruno
- 2011 : Il primi della lista de Roan Johnson : Pino Masi
- 2012 : Diaz, un crime d'état (Diaz, don't clean up this blood) de Daniele Vicari : Max Flamini
- 2012 : Pauline détective de Marc Fitoussi : Simone
- 2013 : Il venditore di medicine d'Antonio Morabito : Bruno Donati
- 2013 : E stata lei (court métrage) de Francesca Archibugi : Nicola
- 2014 : Torneranno i prati d'Ermanno Olmi : le commandant
- 2014 : Tre tocchi de Marco Risi : l'homme dans le reve
- 2015 : On l'appelle Jeeg Robot (Lo chiamavano Jeeg Robot) de Gabriele Mainetti : Enzo Ceccotti
- 2017 : La guerra dei cafoni de Davide Barletti et Lorenzo Conte : le seigneur à cheval
- 2017 : Affreux et Méchants (Brutti e cattivi) de Cosimo Gomez : le "Papero"
- 2017 : Piigs d'Adriano Cutraro, Federico Greco et Mirko Melchiorre : narrateur
- 2018 : Pardonne-nous nos dettes (Rimetti a noi i nostri debiti) d'Antonio Morabito : Guido
- 2019 : Volare (Tutto il mio folle amore) de Gabriele Salvatores : Willi
- 2020 : Nos plus belles années (Gli anni più belli) de Gabriele Muccino : Riccardo Morozzi
- 2021 : Freaks Out de Gabriele Mainetti : Fulvio
- 2023 : Educazione fisica de Stefano Cipani :
- 2024 :  The Return, le retour d'Ulysse (The Return)  d'Uberto Pasolini : Eumée
- 2025 : Follemente de Paolo Genovese

### Télévision
- 2007 : Rino Gaetano - Ma il cielo è sempre più blu (téléfilm) de Marco Turco : Rino Gaetano
- 2010 : Le cose che restano (mini série télévisée) de Gianluca Maria Tavarelli : Andrea
- 2014 : Non e mai troppo tardi (téléfilm) de Giacomo Campiotti : Alberto Manzi
- 2015-2018 : E arrivata la felicita (série télévisée) : Orlando Mieli
- 2021 : Fangs (série télévisée), épisode 5 Ménage à Noir : le Requin
- 2022 : L'Ora - Inchiostro contro piombo (série télévisée), épisode Neubeginn : Antonio Nicastro
- 2022 : Christian (série télévisée) : Matteo